# All Time High
Chansons de James Bond
For Your Eyes Only
(1981) A View to a Kill
(1985)
All Time High est une chanson de Rita Coolidge, servant de générique d'entrée au film de James Bond sorti en 1983, Octopussy. Elle est composée par John Barry et écrite par Tim Rice.

## Création
La Britannique Mari Wilson avait été d'abord envisagée mais elle manquait de notoriété aux États-Unis. Laura Branigan est ensuite en négociation. La fille du producteur du film Albert R. Broccoli, Barbara - assistante réalisateur d'Octopussy - était fan de Rita Coolidge, dont la carrière avait explosé quelques années plus tôt.
Les paroles de Tim Rice ne contiennent pas le titre du film, ce qui est inhabituel dans les chansons de la saga.

## Positions dans lescharts
"All Time High" se classe à la 36e place du Billboard Hot 100 en août 1983. La chanson a plus de succès au classement Hot Adult Contemporary Tracks où elle atteint la 1re place.
Au Royaume-Uni, "All Time High" atteint la plus mauvaise place d'une chanson de James Bond en se classant 75e. C'est cependant un joli succès dans d'autres pays européens : 14e en Autriche, 13e en Allemagne, 8e aux Pays-Bas et en Suède ou encore 7e en Suisse. Rita Coolidge avait déjà été classée dans ces pays avec "We're All Alone" en 1977. Dans le monde, "All Time High" se classe notamment 38e au Canada, 26e en Nouvelle-Zélande, 80e en Australie et 8e en Afrique du Sud.

## Reprises
En 1987, la Néerlandaise Anita Meyer en fait une reprise sur son album Premiere. Le groupe Pulp en fait une version sur l'album Shaken and Stirred: The David Arnold James Bond Project produit par David Arnold, compositeur de plusieurs bandes originales de James Bond dans les années 1990-2000.
En 2012, la chanson est reprise par Mark Wahlberg et Norah Jones dans le film Ted.